# Andrij Vasziljovics Borjacsuk
Andrij Vasziljovics Borjacsuk (ukránul: Андрій Васильович Борячук; Vinnicja , 1996. április 23. –) ukrán válogatott labdarúgó, a Ruh Lviv játékosa kölcsönben az ukrán Sahtar Doneck csapatától. Posztját tekintve csatár.

## Pályafutása

### Klubcsapatokban
Borjacsuk az ukrán Sahtar Doneck akadémiáján nevelkedett, a felnőtt csapatban az ukrán élvonalban 2016. szeptember 24-én góllal mutatkozott be egy Voliny Luck elleni élvonalbeli mérkőzésen. 2017 és 2019 között kölcsönben a szintén ukrán élvonalbeli FK Mariupol csapatában futballozott. 2020-ban öt bajnoki mérkőzésen lépett pályára a török Çaykur Rizespor mezében. 2020 augusztusában egy évre kölcsönvette őt a magyar élvonalbeli Mezőkövesdi SE.

### Válogatott
Többszörös ukrán utánpótlás-válogatott, tagja volt a 2013-as U17-es labdarúgó-Európa-bajnokságon és a 2015-ös U19-es labdarúgó-Európa-bajnokságon szerepelt ukrán válogatottaknak is. A felnőtt válogatottban 2018. november 16-án mutatkozott be egy Szlovákia elleni Nemzetek Ligája mérkőzésen.

#### Mérkőzései az ukrán válogatottban
| #  | Dátum              | Ellenfél    | Eredmény | Kiírás              | Esemény |
| -- | ------------------ | ----------- | -------- | ------------------- | ------- |
| 1. | 2018. november 16. | Szlovákia   | 1 – 4    | Nemzetek Ligája     | 62'     |
| 2. | 2018. november 20. | Törökország | 0 – 0    | barátságos mérkőzés | 85'     |

## Sikerei, díjai
- Sahtar Doneck U19
  - UEFA Ifjúsági Liga döntős (1): 2014–15
- Sahtar Doneck
  - Ukrán bajnok (1): 2016–17
  - Ukrán kupagyőztes (2): 2015–16, 2016–17
  - Ukrán szuperkupa-győztes (1): 2017